# スクールインタープリター
スクールインタープリター (School Interpreter) とは、小学校で生活科や総合学習の自然に関わる部分の学校サポーター（文部科学省・教育サポーター制度）として教育の一翼を担い、地域と学校との連携、地域に開かれた学校づくりの一環として教育活動を行う役割を担っている。また、幼小連携として幼稚園でも活動している。

## 概要
教科や学習の内容
- 生活科（1年、2年）の自然とのふれあい。校庭などの身近な自然体験による環境教育。
- 総合学習（3年生以上）自然体験を通じた環境教育。

自然体験の教育活動
- 文部科学省の教育サポーター制度では、生活科や総合学習だけではなく教育に関わる広い分野、教科を対象としている。教育サポーター制度では、事前研修を行い修了者を各教育委員会や関係部局に登録を申しで、学校で活動を行う。スクールインタープリターは、自然体験活動を主要な活動として行う。この事前研修として環境の保全のための意欲の増進及び環境教育の推進に関する法律に基づく文部科学大臣・環境大臣登録講座（スクールインタープリター養成講座）を修了したものをいう。事前研修では、野外実習、講義などから学ぶ。